# 尼古拉·盖达

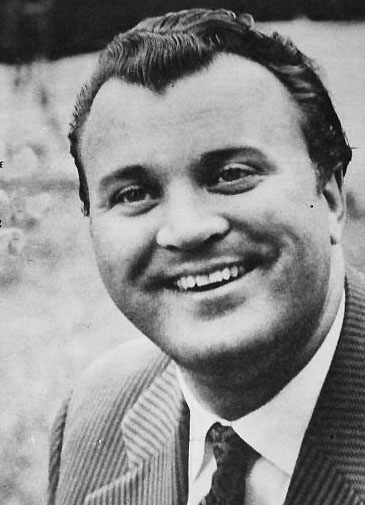
尼古拉·蓋達 攝於1959年

尼古拉·哈利·古斯塔夫·盖达（瑞典語：Nicolai Harry Gustav Gedda，1925年7月11日—2017年1月8日），著名瑞典籍男高音歌唱家。尼古拉·蓋達一生錄製了超過200張歌劇和古典歌曲專輯，被譽為歷史上錄製曲目最豐富的男高音歌手。